# ألكساندروس غاليتسيوس
ألكساندروس غاليتسيوس (باليونانية: Αλέξανδρος Γκαλίτσιος)‏ هو لاعب كرة قدم يوناني في مركز قلب الدفاع، ولد في 20 أبريل 1993 في لاريسا في اليونان. لعب مع نادي لاريسا.

## وصلات خارجية
- ألكساندروس غاليتسيوس على موقع قاعدة بيانات كرة القدم.إي يو (الإنجليزية)
- ألكساندروس غاليتسيوس على موقع Soccerway.com (الإنجليزية)